# 网络歌曲
网络歌曲，或称“网络音乐”，泛指在互联网上流传的音乐作品，这类歌曲一般由业余歌手演唱，一般不被主流媒体和歌手接受。

## 定义
网络歌曲在创作过程中具有世俗化、大众化的特点。狭义的网络歌曲指音乐人通过网络媒介和电子信息技术创作生产并传播的音乐，广义上也可泛指通过网络传播的音乐。文化部对网络音乐的定义是：“网络音乐是音乐产品通过互联网、移动通信网等各种有线和无线方式传播的, 其主要特点是形成了数字化的音乐产品制作、传播和消费模式。”亦有学者把网络歌曲界定为后工业社会背景下的城镇民谣。

## 中国大陆网络歌曲
中国大陆的网络歌曲的起源一般被认为是2001年由雪村演唱的《东北人都是活雷锋》，在这之后网上开始出现了大量网络歌曲。早期中国大陆的网络歌曲多为搞笑或哲理之作，但是自2004年杨臣刚推出《老鼠爱大米》之后，中国大陆的网络歌曲多为情歌，部分网络歌曲的歌词开始流于低俗化，例如《那一夜》中含有赤裸裸的性暗示。许多中国大陆网友纷纷批评网络歌曲为“民工歌曲”。